# Liste des fusils d'assaut

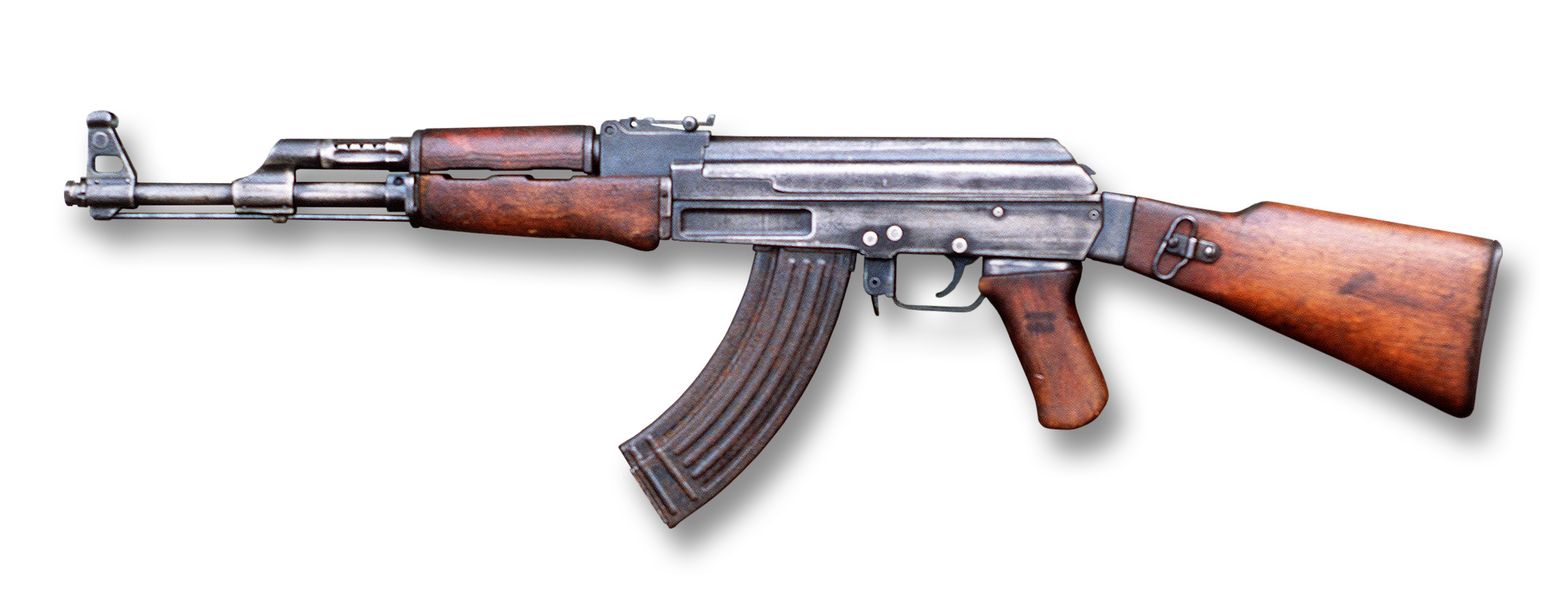
Le fusil AK-47 développé par Mikhaïl Kalachnikov et chambrée par la cartouche 7,62 × 39 mm M43. C'est le fusil d'assaut le plus connu à travers le monde.

Un fusil d'assaut est une carabine ou un fusil à sélecteur de tir construit pour utiliser des munitions généralement de taille et de puissance intermédiaires entre les armes de poing et les armes plus traditionnelles à haute puissance. Le fusil d'assaut se situe entre les mitrailleuses légères, principalement destinées à un rôle de soutien du groupe d'infanterie, et les pistolets-mitrailleurs.
Les fusils d'assaut sont devenus le standard des armes légères dans la plupart des forces armées modernes, après avoir largement remplacé les fusils semi-automatiques plus puissants, tels que les M1 Garand et Tokarev SVT. Les fusils semi-automatiques ne sont pas considérés comme des fusils d'assaut car ils ne possèdent pas de sélecteur de tir, bien qu'utilisant des munitions utilisées par les premiers fusils d'assaut de l'après-guerre comme le M14.

## Les fusils d'assaut par pays d'origine
Afrique du Sud
- Vektor R4
- Vektor CR-21

 Allemagne
- Stg44
- Stg45
- HK G3
- HK33
- HK53
- HK G41
- HK G36
- HK G11
- HK416
- HK417
- HK XM8
- HK 433

 Argentine
- FARA 83

 Arménie
- K3
- Vahan

 Australie
- T2 MK5
- Thales F90

 Autriche
- Steyr AUG
- Steyr ACR

 Belgique
- FN FAL
- FN CAL
- FN FNC
- FN F2000
- FN SCAR-L
- FN SCAR-H

 Brésil
- IMBEL MD-2
- IMBEL MD97
- LAPA FA-03

 Bulgarie
- Bakalov

 Canada
- Diemaco C7A1 et C7A2
- Diemaco C8 et C8A1

 Chine
- Type 56
- Norinco Type 81
- Norinco Type 86S
- Norinco CQ M311
- QBZ-95
- QBZ-03
- QTS-11

 Corée du Sud
- Daewoo K1
- Daewoo K2
- Daewoo K11

 Corée du Nord
- Type 68

 Croatie
- APS-95
- VHS

 Danemark
- Madsen LAR

 Espagne
- CETME Modèle B/C
- CETME Modèle L/LC

 États-Unis
- Ruger AC-556
- ACR
- AR-18
- Colt Commando
- Colt M4 et M4A1
- Kel-Tec RDB
- M14/M21
- M16
- Mk.12 Mod 0/1 SPR
- Mk.18 Mod 0 CQBR
- SOPMOD
- SPR-V
- Stoner 63
- XM29 OICW
- XM7
- Z-M Weapons LR 300

 Finlande
- RK 62
- Valmet M76
- Valmet M82
- RK 95 TP

 France
- Australian Combat Assault Rifle fabrication par Thales[1]
- FAMAS
- PAPOP
- CEAM Modèle 1950
- VCD 15
- FA-MAS Type 62
- Sunrock Phantom HVT MULTICAL

 Royaume-Uni
- Enfield EM2
- L64/65
- SAR-87
- L85A1 et A2

 Grèce
- Chropi rifle

 Inde
- INSAS

 Indonésie
- Pindad SS-1
- Pindad SS-2

 Irak
- Fusil d'assaut Tabuk

 Iran
- Khaybar KH-2002

 Israël
- IMI Galil
- IMI Tavor TAR-21

 Italie
- Beretta BM-59
- Beretta AR-70
- Beretta AR 70/90
- Beretta ARX 160

 Japon
- Howa Type 64
- Howa Type 89

 Mexique
- FX-05 Xiuhcoatl

 Pérou
- Fusil Automático Doble

 Pologne
- AK-74 et ses dérivés de la famille « Beryl » :
  - Kbs wz. 1996 Beryl
  - Beryl Commando
  - Mini-Beryl
- Kbk wz. 1988 Tantal
- kbk Jantar wz.2005
- FB MSBS Grot

 Russie (et  Union soviétique)
- AEK-971
- AO-63
- APS
- AK-47
- AKM
- AK-74
- AK-10x
- AKS-74U
- AS Val
- AN-94
- Baryshev AVB-7,62
- Postnikov ATP/APP/A2P
- A-91
- TKB-022PM
- TKB-059
- TKB-517
- 9A-91

 Singapour
- SAR 80
- SR 88
- SAR 21

 Suède
- NIVA XM1970
- GRAM 63
- FM 57
- AK4
- Bofors AK5
- AK5-C/AK5-CF
- MKR
- MKS

 Suisse
- SIG-510 (Stgw 57 / F.ass. 57)
- SIG-530-1
- SIG-540
- SIG-550 (Stgw 90 / Fass 90)
- SIG-551
- SIG-552
- SIG-553
- SIG-556

 Taïwan
- Type 65
- Carabine T86
- Type 91

 Tchécoslovaquie
- Sa Vz 58

 Thaïlande
- Rung Paisarn RPS-001

 Turquie
- MPT-76
- MPT-55
- MPT-55k

 Ukraine
- Vepr